# Tridentopsis
Tridentopsis is een geslacht van straalvinnige vissen uit de familie van de parasitaire meervallen (Trichomycteridae).

## Soorten
- Tridentopsis cahuali Azpelicueta, 1990
- Tridentopsis pearsoni Myers, 1925
- Tridentopsis tocantinsi La Monte, 1939